# The Scotsman
The Scotsman è un quotidiano britannico edito a Edimburgo; benché a diffusione nazionale si occupa principalmente di cronache scozzesi.
Nato come giornale di stampo liberale nel 1817, iniziò a pubblicare quotidiani nel 1855 rimanendo un giornale fino all'agosto del 2004. La società madre JPIMedia pubblica anche l'Edinburgh Evening News. Fra il 4 luglio 2016 e il 1º gennaio 2017, venne registrata una tiratura stampa totale di 19.449 volumi di The Scotsman, dei quali l'88,3% (pari a circa 17.000 pubblicazioni) viene pagato. Il sito web di The Scotsman, Scotsman.com, ha una media di 138.000 visitatori al giorno a partire dal 2017.

## Storia
The Scotsman fu lanciato nel 1817 come settimanale liberale dall'avvocato William Ritchie e dal funzionario doganale Charles Maclaren in risposta alla "schiacciante sottomissione" dei giornali concorrenti nell'establishment di Edimburgo. Il giornale promise "imparzialità, fermezza e indipendenza". Dopo l'abolizione della tassa di bollo sui giornali scozzesi nel 1855, The Scotsman fu rilanciato come un quotidiano al prezzo di 1d e una tiratura iniziale di 6 000 copie.
Gli uffici erano originariamente collocati su 257 High Street, presso Royal Mile.
Nel 1860, The Scotsman ottenne un ufficio appositamente costruito in Cockburn Street (Edimburgo) progettato secondo i canoni dello stile baronale scozzese dagli architetti Peddie & Kinnear e che si affacciava sui loro uffici originali di Royal Mile. Il nuovo edificio recava le iniziali "JR" per indicare John Ritchie, il fondatore dell'azienda. Il 19 dicembre 1904, la sede di The Scotsman venne nuovamente trasferita in enormi nuovi uffici all'inizio di Royal Mile, di fronte a North Bridge. La nuova costruzione, progettata da Dunn & Findlay (Findlay era il figlio del titolare di allora), venne costruito dopo tre anni ed era collegata alle stamperie su Market Street (oggi City Art Center), che sono a loro volta connesse, sotto il livello stradale, alla Stazione di Edimburgo Waverley.
Nel 1953, il giornale fu acquistato dal milionario canadese Roy Thomson, che stava costruendo un grande gruppo mediatico. Nel 1995, The Scotsman fu acquistato da David e Frederick Barclay per 85 milioni di sterline. Il giornale venne ricollocato da North Bridge (Edimburgo), in un luogo che è oggi la sede dello Scotsman Hotel, ai moderni uffici di Holyrood Road progettati dagli architetti edimburghesi CDA, vicino al Palazzo del parlamento scozzese. Nel 1994, il quotidiano fu premiato dalla Society for News Design per il giornale con il miglior design nel mondo.
Nel dicembre 2005, The Scotsman e i suoi titoli secondari di proprietà di The Scotsman Publications Ltd furono acquisiti per 160 milioni di sterline dalla Johnston Press, una compagnia scozzese fra i tre maggiori editori locali di giornali nel Regno Unito. Ian Stewart ne fu redattore dal giugno 2012. Dopo un rimpasto di alti dirigenti avvenuto nell'aprile 2012, John McLellan, che era allora il redattore capo del giornale, fu licenziato. Ian Stewart era stato in precedenza editore dell'Edinburgh Evening News ed è ancora oggi operante presso lo Scotland on Sunday.
Nel 2012, The Scotsman fu nominato Newspaper of the Year agli Scottish Press Awards.
Nel 2006, Barclay Brothers vendette Barclay House al magnate immobiliare irlandese Lochlann Quinn, e nel 2013 il produttore scozzese di videogiochi Rockstar North, celebre per la sua serie Grand Theft Auto, firmò il contratto di locazione, causando l'uscita del gruppo Johnston Press nel giugno 2014. Johnston Press fu ridimensionato in locali ristrutturati a Orchard Brae House presso Queensferry Road (Edimburgo), che avrebbe permesso al gruppo di risparmiare un milione di sterline all'anno in affitto.
Il giornale ha sostenuto il "no" durante il referendum sull'indipendenza scozzese del 2014.
Nel novembre 2018, Johnston Press ha richiesto di amministrare nuovamente il gruppo. Poco dopo la presentazione dell'amministrazione, la società fu acquistata da JPIMedia.